# Jan Kovařík
Jan Kovařík (Most, 19 giugno 1988) è un calciatore ceco, centrocampista del Bohemians 1905.
Vanta più di 20 presenze in Europa.